# .22 CHeetah
El .22 CHeetah (tanto la letra "C" como la "H" están en mayúsculas, haciendo referencia a Carmichel y Huntington.)
Este cartucho "wildcat"  calibre .22 desarrollado en las décadas de 1970 y 1980 por Jim Carmichel y Fred Huntington.
El .22 CHeetah es básicamente un Remington .308 BR, modificado para alojar proyectiles calibre .22. Dos fabricantes de armas personalizadas, Shilen Rifle Company y Wichita Engineering, actualmente fabrican rifles específicamente para este cartucho.
Las balas de calibre .22 de 50 granos del cartucho tienen una velocidad de salida superior a 4.300 pies/segundo (4250 según algunos ), y el cartucho es conocido por su precisión y velocidad de largo alcance. Su alta intensidad es notoriamente dura para las barricas, que requieren una limpieza constante.